# Дъг Серъриер
Дъг Серъриер (на английски: Doug Serrurier) е пилот от Формула 1. Роден е на 9 декември 1920 година в Джермистън, ЮАР.

## Формула 1
Дъг Серъриер прави своя дебют във Формула 1 в Голямата награда на ЮАР през 1962 година. В световния шампионат записва 3 състезания, като не успява да спечели точки. Състезава се с LDS.